# Васюта Ярослав Тарасович
Яросла́в Тара́сович Васю́та — старший солдат Збройних сил України, учасник російсько-української війни.
Під час боїв у серпні 2014-го потрапив до російського полону.

## Нагороди
За особисту мужність, сумлінне та бездоганне служіння Українському народові, зразкове виконання військового обов'язку відзначений — нагороджений
- орденом «За мужність» III ступеня (3.11.2015).